# 수두 백신
수두 백신(영어: Varicella vaccine 혹은 chickenpox vaccine)은 수두 감염을 방지하기 위한 백신이다. 한번의 접종으로도 95%가 일반 수두를 예방하고, 100%가 심각한 수두를 예방할 수 있다. 한 번의 접종보다 두 번의 접종이 좀 더 효과가 있다. 수두에 노출된 후 5일 이내에 면역이 없는 사람에게 투여하면, 대부분의 수두 감염을 예방할 수 있다. 인구의 대부분이 백신이 접종되어 집단 면역이 생성되어 있으면, 예방 접종을 받지 않은 사람들도 보호 받을 수 있다. 피부 바로 아래에 주사하여 투여한다.
세계보건기구 필수 의약품 목록에 수두 백신이 등재되어 있다. 세계보건기구는 80%가 넘는 사람들이 백신을 통해 면역을 생성한 경우 고위험군들만 접종하도록 권고한다. 20~80%만 예방접종을 받으면, 많은 사람들이 나이가 들수록 질병에 걸릴 수 있으며, 결과는 전반적으로 악화될 수 있다. 백신 접종은 1번이나 2번의 접종을 권장한다. 미국에서는 12개월과 15개월에 각각 1회씩 접종하고 있다. 2017년 기준, 23개국은 모든 아동이 백신 접종을 받도록 권장한다. 9개국은 고위험군에서 접종을 권장하고, 3개국은 국가의 일부에만 접종을 권장한다. 이 외의 나라들은 접종을 권장하지 않는다.

## 수두 백신 접종과 시기
수두 예방접종을 통해 수두를 예방할 수 있다.

### 영유아 접종[6]
- 접종 대상 : 모든 영유아
- 접종 시기 : 생후 12~15개월에 1회 접종

### 소아 접종[7]
- 접종 대상 : 13세 미만의 소아 중 수두에 면역이 없는 자
- 접종 시기 : 대상 시점에서 1회 접종

### 청소년 접종[7]
- 접종 대상 : 13세 이상 청소년 중 수두에 면역이 없는 자
- 접종 시기 : 대상 시점에서 최소 4주 이상의 간격을 두고 2회 접종

## 부작용
- 수두 백신은 매우 안전하고 부작용은 보통 경증이다. 이에는 주사 부위의 통증, 부종, 발적, 열, 일시적인 관절통과 경직 등이 포함된다.
- 매우 가끔 수두와 같은 발진이 발생한다. 백신 접종 후 이 발진을 경험하는 사람들은 발진이 해결된 후까지 면역체계가 약화된 사람들과의 접촉을 적극 피해야 한다.
- 백신 투여 후 아스피린 및 관련 약물(살리실산염)을 복용하면 16세 미만 소아에게 라이증후군이라 부르는 드물지만 심각한 질환이 발생할 수 있다. 따라서 이러한 소아에게 백신 투여 후 6주 동안 아스피린 및 관련 약물(살리실산염) 약물을 주지 않아야 한다.

## 접종시 금기사항
- 백신 성분에 심각한 알레르기 반응이나 과민증을 나타낸 경우
- 중증의 질환
- 면역 기능의 이상이 있는 경우나 면역 저하자와의 접촉
- 살리실산염(예, 아스피린) 투여
- 임신부